# Ivica Kostelić
Ivica Kostelić (Zágráb, 1979. november 23. –) olimpiai ezüstérmes, világbajnok horvát alpesisíző.
Sikereit műlesiklásban és kombinációban érte el. Első világkupa-versenyét 2001 novemberében nyerte, az idény végén a műlesiklás szakági világkupa-győzelmet is megszerezte. 17 világkupa-győzelméből tizenegyszer műlesiklásban, kétszer-kétszer kombinációban és szuperkombinációban, egyszer-egyszer párhuzamos műlesiklásban illetve szuperóriás-műlesiklásban győzött. 2003-ban világbajnoki címet szerzett, 2006-ban, 2010-ben és 2014-ben pedig összesen négy olimpiai ezüstérmet. Kostelić a sportág történetének 17. olyan versenyzője, aki mind az öt szakágban szerzett világkupa-pontokat.
Pályafutását győzelmei mellett hosszú sérülései jellemezték. Testvére, Janica Kostelić szintén alpesisíző, négyszeres olimpiai bajnok és összetett világkupagyőztes.

## Világkupa-győzelmei

### Összetett
| Szezon | Szakág     |
| ------ | ---------- |
| 2002   | Műlesiklás |
| 2011   | Összetett  |
| 2011   | Műlesiklás |
| 2011   | Kombináció |
| 2012   | Kombináció |
| 2013   | Kombináció |

### Versenygyőzelmek
Összesen 26 győzelem (15 műlesiklás, 9 kombináció illetve szuperkombináció, 1-1 párhuzamos műlesiklás, szuperóriás-műlesiklás).
| Dátum              | Helyszín             | Szakág                 |
| ------------------ | -------------------- | ---------------------- |
| 2001. november 25. | Aspen                | Műlesiklás             |
| 2002. január 13.   | Wengen               | Műlesiklás             |
| 2002. március 9.   | Flachau              | Műlesiklás             |
| 2002. december 16. | Sestriere            | Műlesiklás             |
| 2003. január 5.    | Kranjska Gora        | Műlesiklás             |
| 2003. január 12.   | Bormio               | Műlesiklás             |
| 2003. december 15. | Madonna di Campiglio | Műlesiklás             |
| 2006. december 10. | Reiteralm            | Szuperkombináció       |
| 2008. december 22. | Alta Badia           | Műlesiklás             |
| 2010. január 17.   | Wengen               | Műlesiklás             |
| 2010. január 24.   | Kitzbühel            | Kombináció             |
| 2011. január 2.    | München              | Paralel szlalom        |
| 2011. január 9.    | Adelboden            | Műlesiklás             |
| 2011. január 14.   | Wengen               | Szuperkombináció       |
| 2011. január 16.   | Wengen               | Műlesiklás             |
| 2011. január 21.   | Kitzbühel            | Szuperóriás-műlesiklás |
| 2011. január 23.   | Kitzbühel            | Kombináció             |
| 2011. január 20.   | Chamonix             | Szuperkombináció       |
| 2011. december 8.  | Breaver Creek        | Műlesiklás             |
| 2011. december 21. | Flachau              | Műlesiklás             |
| 2012. január 13.   | Wengen               | Szuperkombináció       |
| 2012. január 15.   | Wengen               | Műlesiklás             |
| 2012. január 22.   | Kitzbühel            | Kombináció             |
| 2012. február 12.  | Szocsi               | Szuperkombináció       |
| 2013. január 27.   | Kitzbühel            | Kombináció             |
| 2013. március 10.  | Kranjska Gora        | Műlesiklás             |